# Fitkid
El Fit Kid és un esport que combina la dansa amb la gimnàstica esportiva, i on l'acrobàcia és molt important. Existeix una Federació Internacional de Dansa esportiva que organitza diferents campionats i opens arreu d'Europa. El principal és el Campionat del Món, que cada any es realitza en un lloc diferent. Últimament s'ha organitzat a Rímini (Itàlia), Pula (Croàcia) i l'any 2009 a Badalona (Espanya). En el Campionat del Món existeixen diferents modalitats entre les quals les més importants són el Fit Kit, el Dance Show i la Fantasia.